# Paraná-Wolga-Deutsch

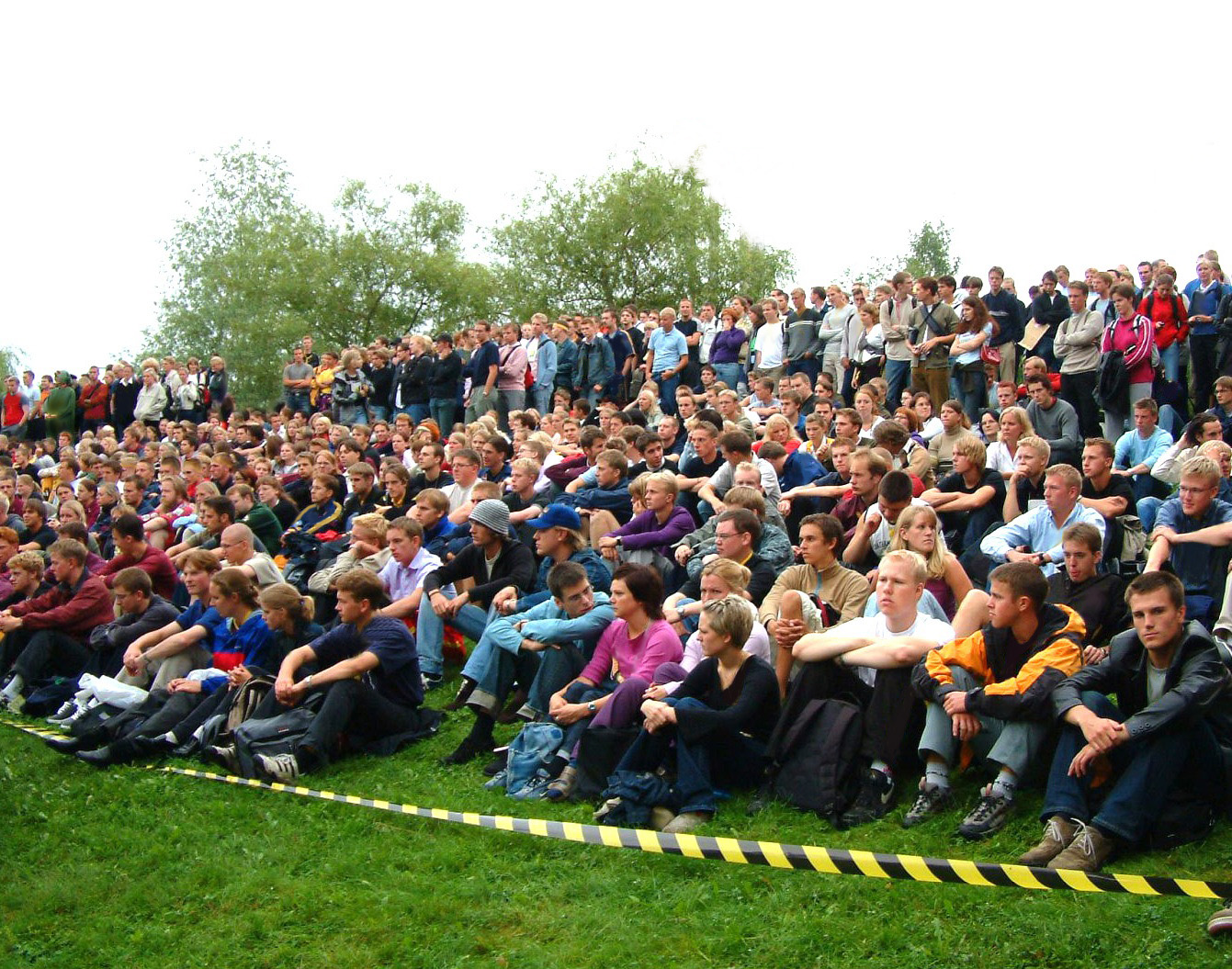
Jóvenes de Crespo, Entre Ríos. En esta ciudad la mayoría de los argentinos son descendientes de alemanes del Volga.

El alemán del Volga de Paraná (Paraná-Wolga-Deutsch) es una variedad del alto alemán hablado en la Provincia de Entre Ríos (Argentina) y en el Estado de Paraná (Brasil) por descendientes de Alemanes del Volga.
Los primeros alemanes del Volga llegaron al Cono Sur americano desde Rusia a fines de la década de 1870. Varios de los inmigrantes conocen y hablan actualmente el alemán estándar y el hunsrückisch, aunque la gran mayoría utiliza el español rioplatense (en Entre Ríos) y el portugués brasileño (en Paraná). En este último estado brasileño se estimaban unos 40 000 hablantes de alemán hacia 1989.